# Stunde des Wolfes
Die Stunde des Wolfes oder Wolfsstunde (auch Hexenstunde) ist die Zeit zwischen drei und vier Uhr morgens, in dem viele Menschen – auch nicht Schlafgestörte – aufwachen. Die Ursache ist ein Zusammenspiel der Hormone Melatonin (Schlafhormon), Serotonin (Wohlfühlhormon) und Cortisol (Stresshormon), deren Balance in der Stunde des Wolfes leicht durcheinander kommt.
Melatonin wird bei Dunkelheit ausgeschüttet und ist in der Wolfstunde hochaktiv. Bei einem zu hohen Spiegel dieses Hormons geht jedoch die Hormonbalance verloren, die für einen guten Schlaf-Wach-Rhythmus und das körperliche und psychische Wohlbefinden wichtig ist – was das Aufwachen begünstigt. Melatonin  wird aus Serotonin gebildet, sodass der Stimmungsaufheller in der Wolfstunde auf einem niedrigen Stand ist. Gleichzeitig ist der Spiegel des auf Stress vorbereitenden Cortisols niedrig und die Durchblutung des Gehirns in bestimmten Bereichen gedrosselt, was auf die Stimmung drückt. Menschen wachen deshalb in der Stunde das Wolfes nicht nur leicht auf, sondern können oft nur schwer wieder einschlafen.
Alfred Wiater, ehemaliger Vorsitzender der Deutschen Gesellschaft für Schlafforschung und Schlafmedizin und Mitautor des Buchs Ticken Sie richtig, empfiehlt, kurz aufzustehen: „Aber langsam in Etappen, damit die Hirndurchblutung wieder in Gang kommt. Außerdem sollte man das Licht anschalten, um den Melatoninspiegel abzusenken, vielleicht noch ein Glas Wasser trinken und dann versuchen, wieder in den Schlaf zu finden.“ Auch eine Methode aus der buddhistischen Achtsamkeitslehre, sich eine Zeit lang auf das Atmen zu konzentrieren, kann helfen.
Die Bezeichnung stammt vermutlich aus dem Altertum und bedeutete die Zeitspanne in der tiefsten Nacht, in der außer den nachtaktiven Wölfen niemand wach ist.